# Albo d'Oro Audace
Albo d'oro Audace è stata una serie a fumetti di genere avventuroso pubblicata in Italia negli anni quaranta dalla Redazione Audace, casa editrice fondata da Gianluigi Bonelli.

## Storia editoriale
La serie esordì nel 1943 e vennero editi 15 numeri fino al 1945; ogni albo conteneva ristampe di storie a fumetti già pubblicate sulla rivista L'Audace delle serie Pompeo, La Perla Nera, I Conquistatori dello Spazio e Orlando.
La serie riprese a essere pubblicata in formato orizzontale alla fine del 1945, come Albi d'oro Audacia, stampando solo tre albi con storie della serie Capitan Fortuna realizzate da Rino Albertarelli.
Nel 1947 venne edita una terza serie per 17 numeri pubblicando storie del Giustiziere Mascherato (nota anche come Giustiziere del West) scritta da Gian Luigi Bonelli e Franco Baglioni e disegnata da Giorgio Scudellari, G. Schipani e Armando Monasterolo.